# Омаха (Арканзас)
Омаха (англ. Omaha, Arkansas) — город, расположенный в округе Бун (штат Арканзас, США) с населением в 165 человек по статистическим данным переписи 2000 года.

## География
По данным Бюро переписи населения США город Омаха имеет общую площадь в 1,04 квадратных километров, водных ресурсов в черте населённого пункта не имеется.
Город Омаха расположен на высоте 410 метров над уровнем моря.

## Демография
По данным переписи населения 2000 года в Омахе проживало 165 человек, 50 семей, насчитывалось 66 домашних хозяйств и 81 жилой дом. Средняя плотность населения составляла около 165 человек на один квадратный километр. Расовый состав Омахи по данным переписи распределился следующим образом: 95,76 % белых, 0,61 % — чёрных или афроамериканцев, 3,64 % — представителей смешанных рас.
Из 66 домашних хозяйств в 37,9 % — воспитывали детей в возрасте до 18 лет, 53,0 % представляли собой совместно проживающие супружеские пары, в 19,7 % семей женщины проживали без мужей, 24,2 % не имели семей. 21,2 % от общего числа семей на момент переписи жили самостоятельно, при этом 9,1 % составили одинокие пожилые люди в возрасте 65 лет и старше. Средний размер домашнего хозяйства составил 2,50 человек, а средний размер семьи — 2,94 человек.
Население города по возрастному диапазону по данным переписи 2000 года распределилось следующим образом: 28,5 % — жители младше 18 лет, 12,1 % — между 18 и 24 годами, 23,0 % — от 25 до 44 лет, 26,7 % — от 45 до 64 лет и 9,7 % — в возрасте 65 лет и старше. Средний возраст жителей составил 31 год. На каждые 100 женщин в Омахе приходилось 111,5 мужчин, при этом на каждые сто женщин 18 лет и старше приходилось 93,4 мужчин также старше 18 лет.
Средний доход на одно домашнее хозяйство в городе составил 18 000 долларов США, а средний доход на одну семью — 30 000 долларов. При этом мужчины имели средний доход в 22 188 долларов США в год против 16 042 доллара среднегодового дохода у женщин. Доход на душу населения в городе составил 12 636 долларов в год. 32,0 % от всего числа семей в округе и 31,3 % от всей численности населения находилось на момент переписи населения за чертой бедности, при этом 44,7 % из них были моложе 18 лет и 41,4 % — в возрасте 65 лет и старше.